# Monasterio de Piedra
Il monasterio de Piedra (in italiano: monastero di Pietra) è uno stabilimento turistico ubicato in un antico monastero cistercense nel comune di Nuévalos, nella Comarca di Calatayud, vicino a Saragozza, nella regione di Aragona in Spagna.

## Storia
Il monastero era dedicato a Santa María la Blanca e fu fondato nel 1194 da tredici cistercensi che venivano dal Monastero di Poblet, nell'antico castello di Piedra Vieja (Pietra vecchia) e insieme al fiume Piedra. Fu abbandonato nel 1835 a causa della confisca di Mendizábal, comprato cinque anni dopo e trasformato in un istituto turistico. Divenne monumento nazionale il 16 febbraio 1983.
È incluso nel vicariato di Alto Jalón, nella diocesi di Tarazona.
È una delle enclavi turistiche più visitate di Aragona.

## Parco naturale del Monastero de Piedra
Il Parco naturale del Monasterio de Piedra fu creato da Juan Federico Muntadas.
Il fiume Piedra forma, passando vicino al monastero, un luogo di grande bellezza paesaggistica, con molte cascate che si dividono in innumerevoli rivoli. La cascata della Cola del Caballo (Coda del cavallo), è la più alta con più di 50 m. I sentieri ben segnalati percorrono tutto il parco e a tutti i siti di interesse dello stesso.

## Galleria d'immagini

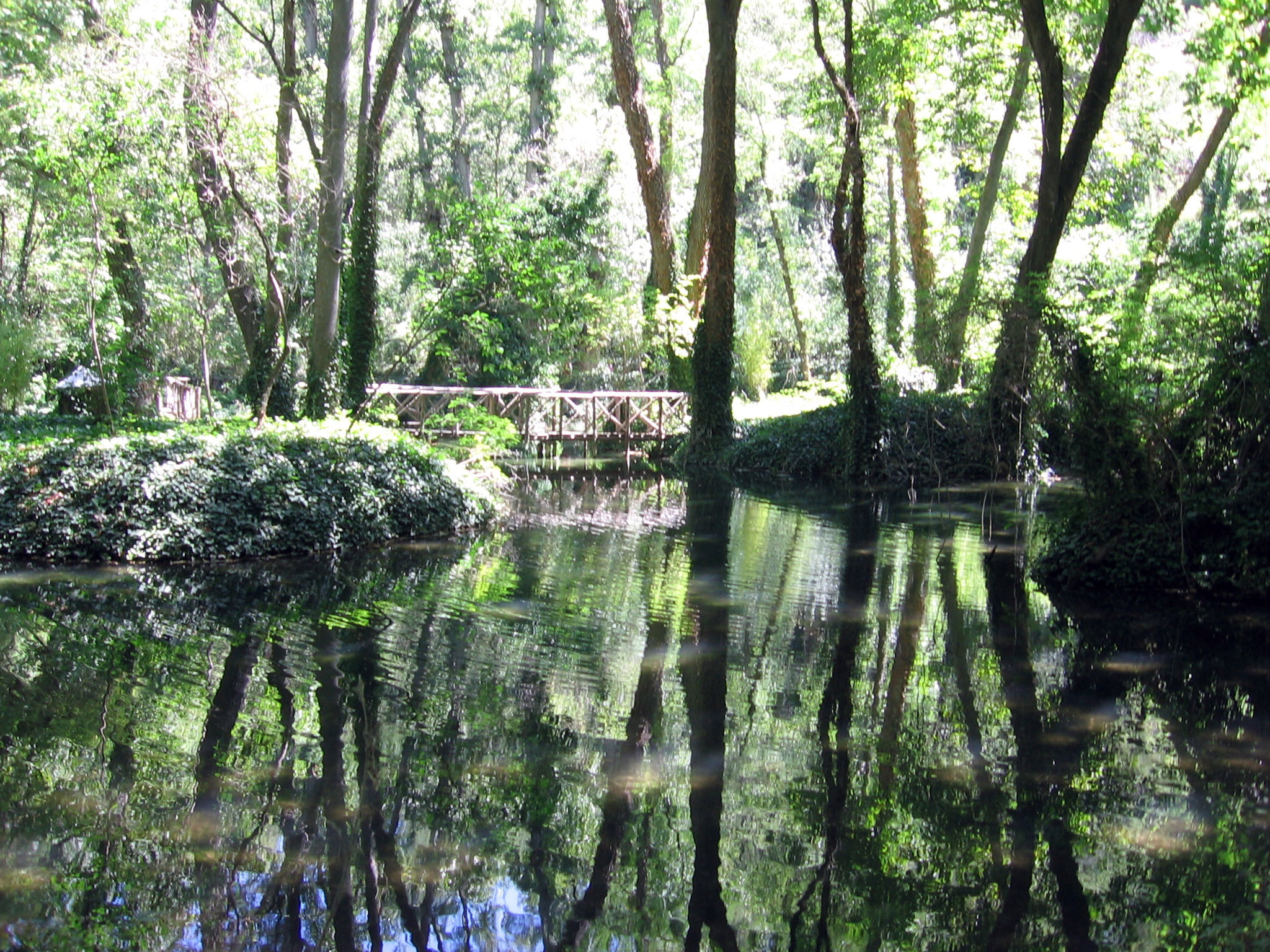
Lago dei los Patos
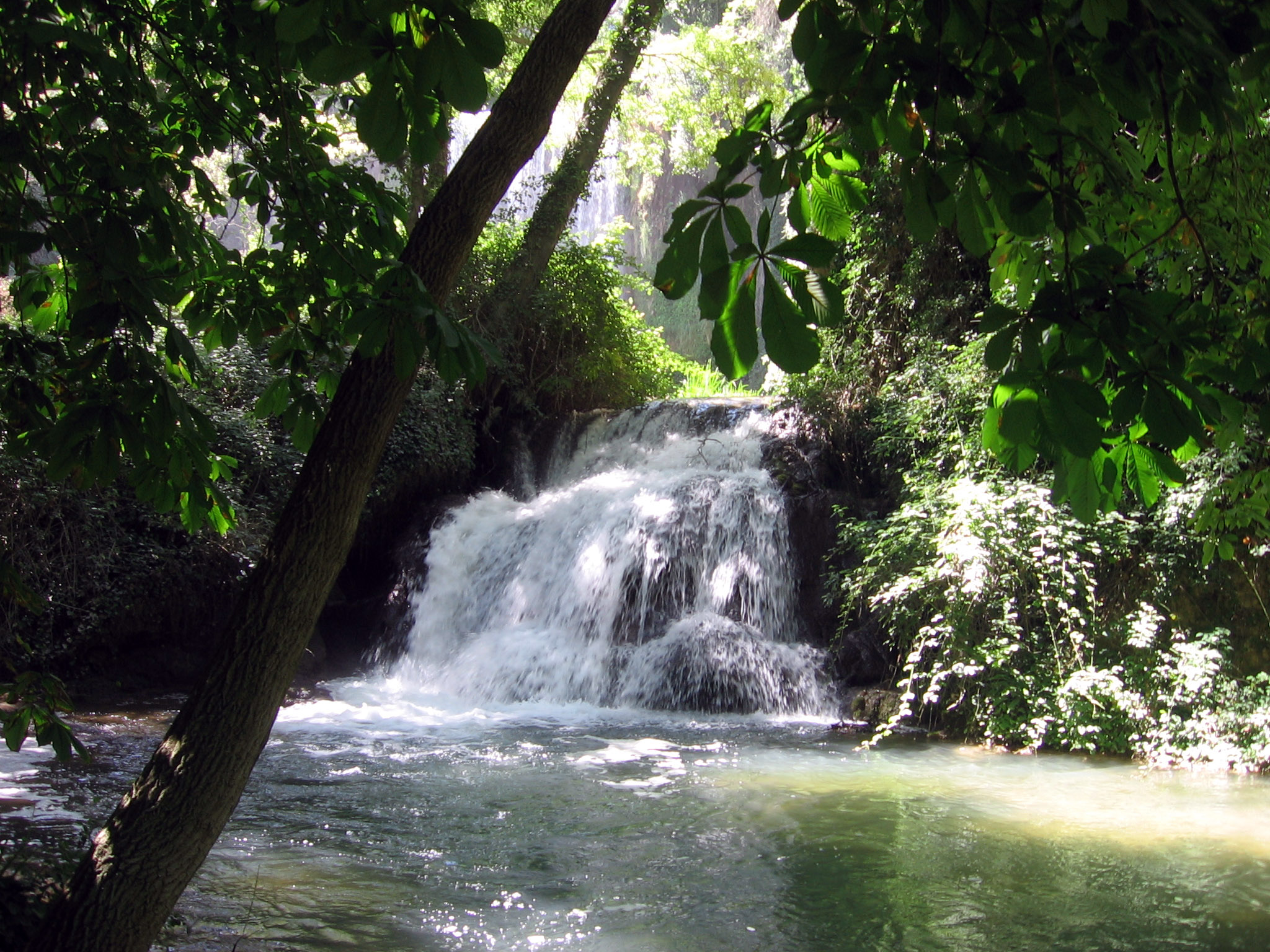
Bagno di Diana
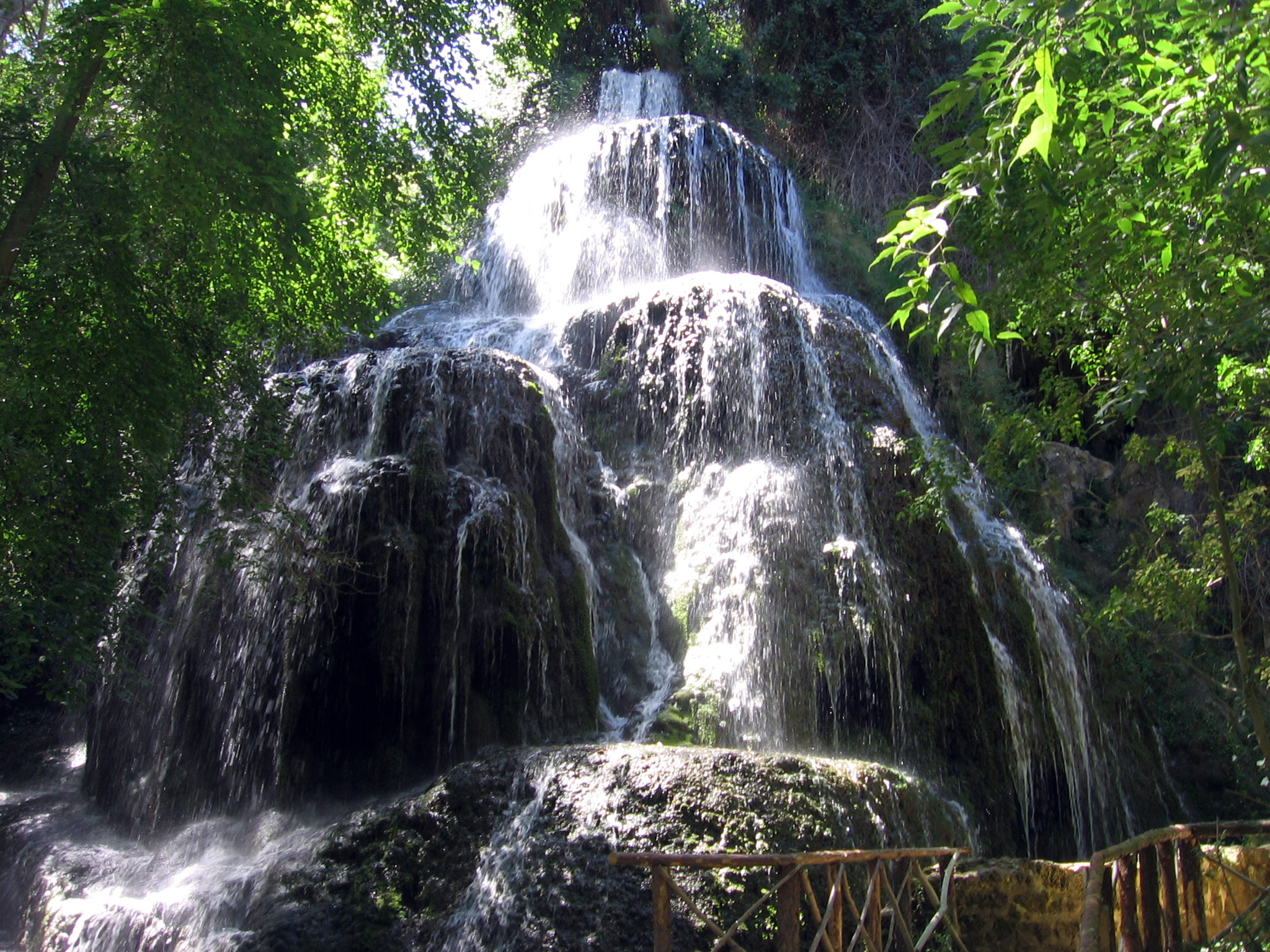
Cascata della trinità
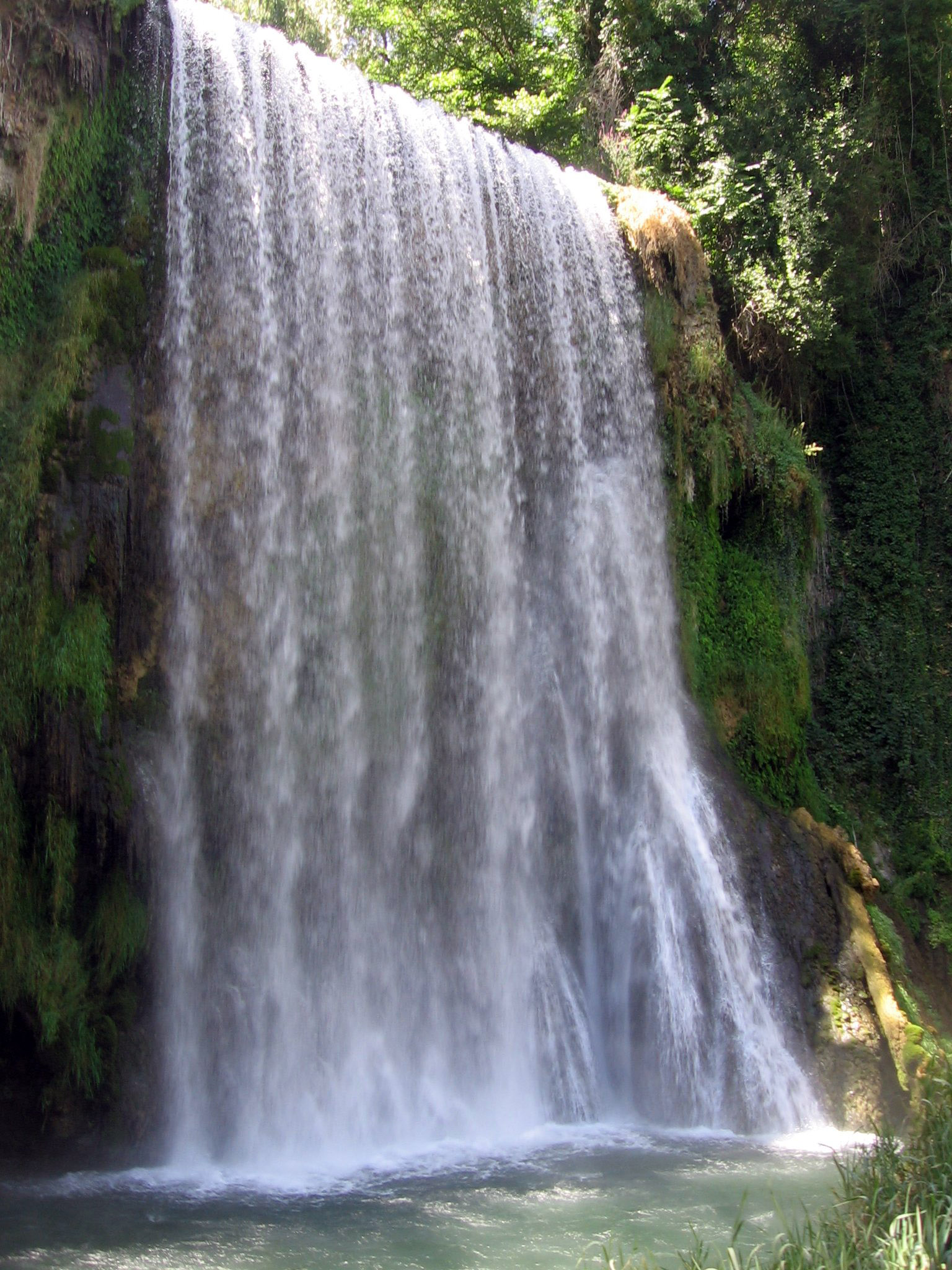
Cascata La Caprichosa
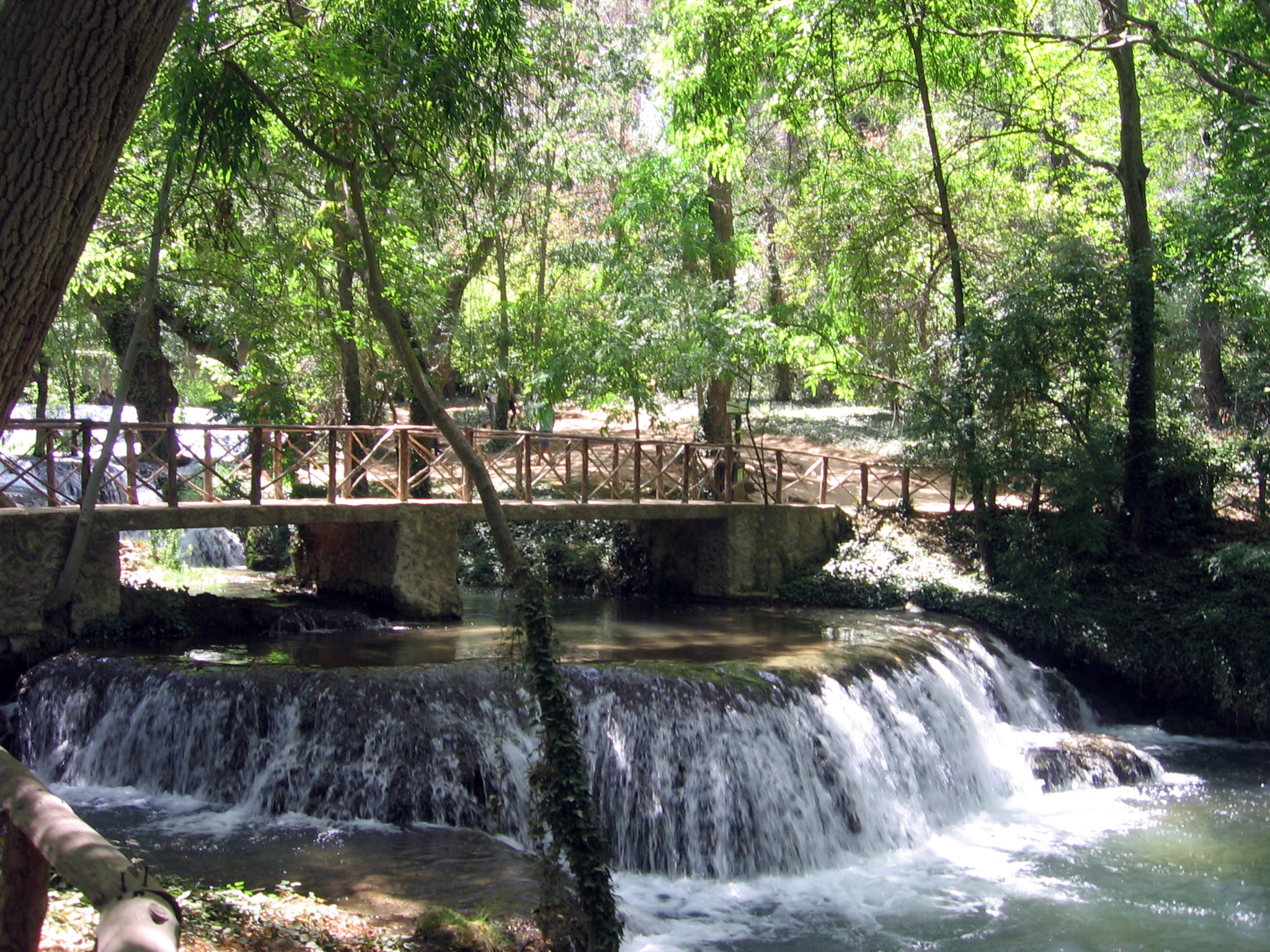
Los Vadillos
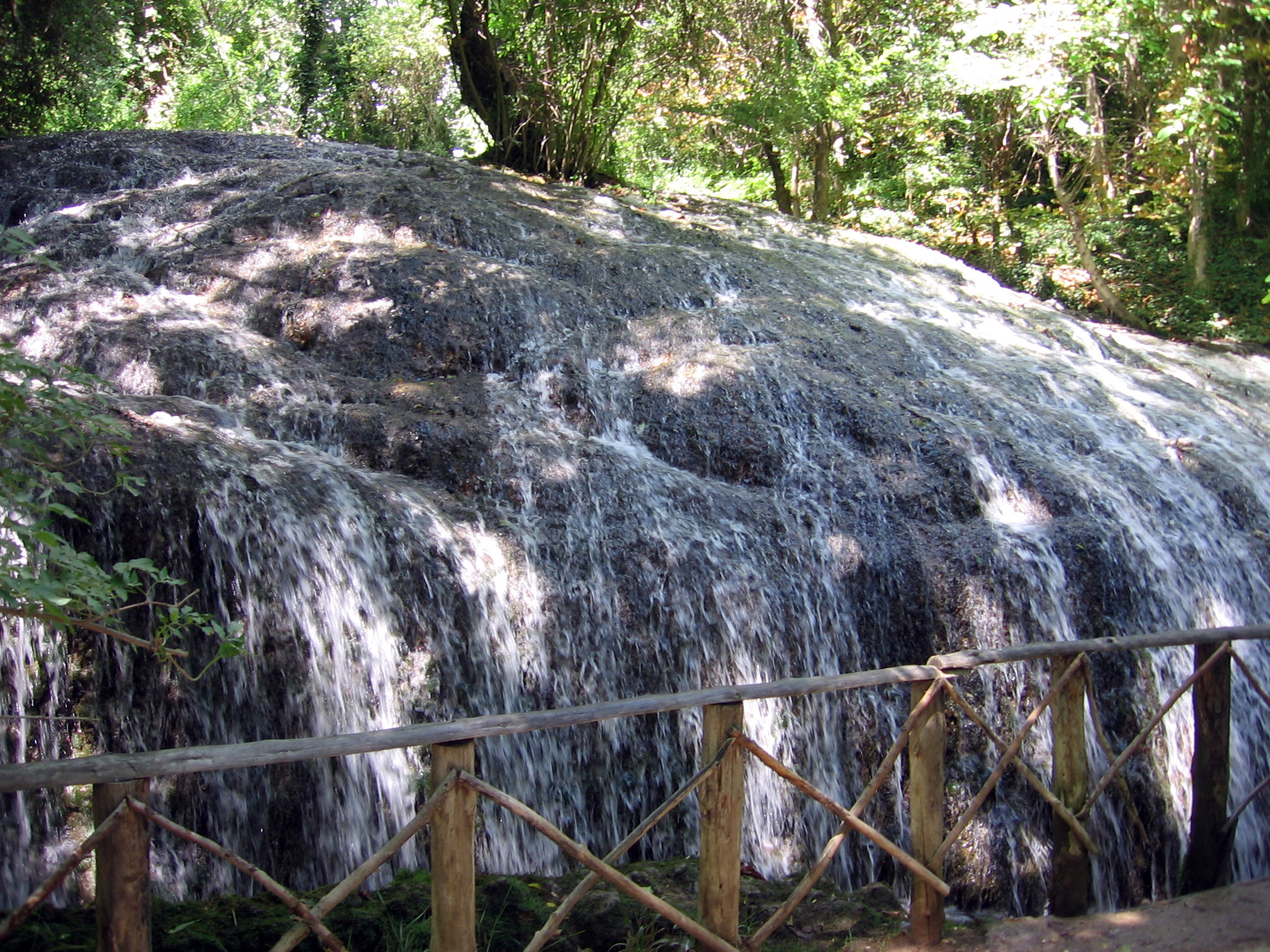
Los Fresnos Altos
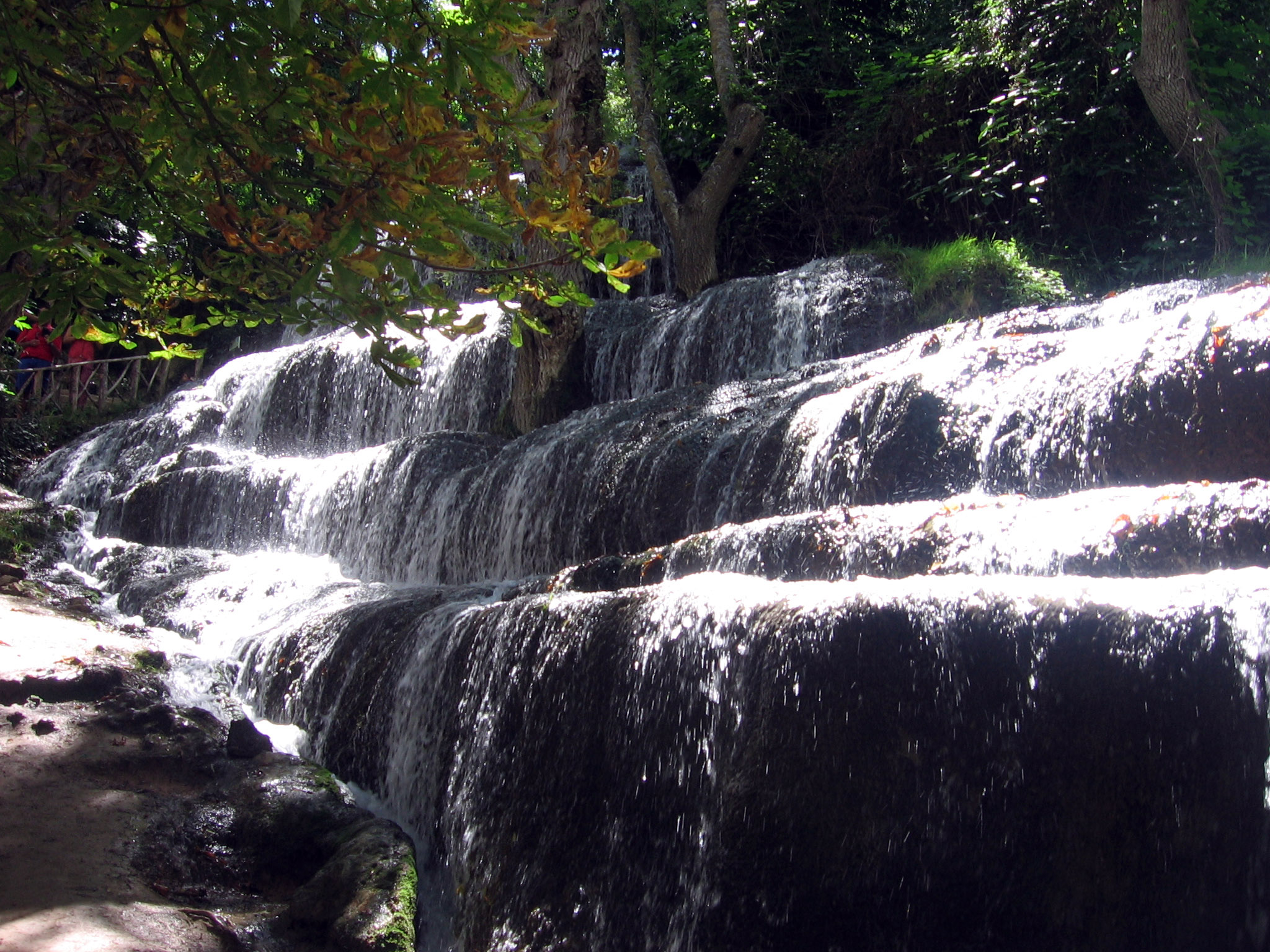
Los Fresnos Bajos
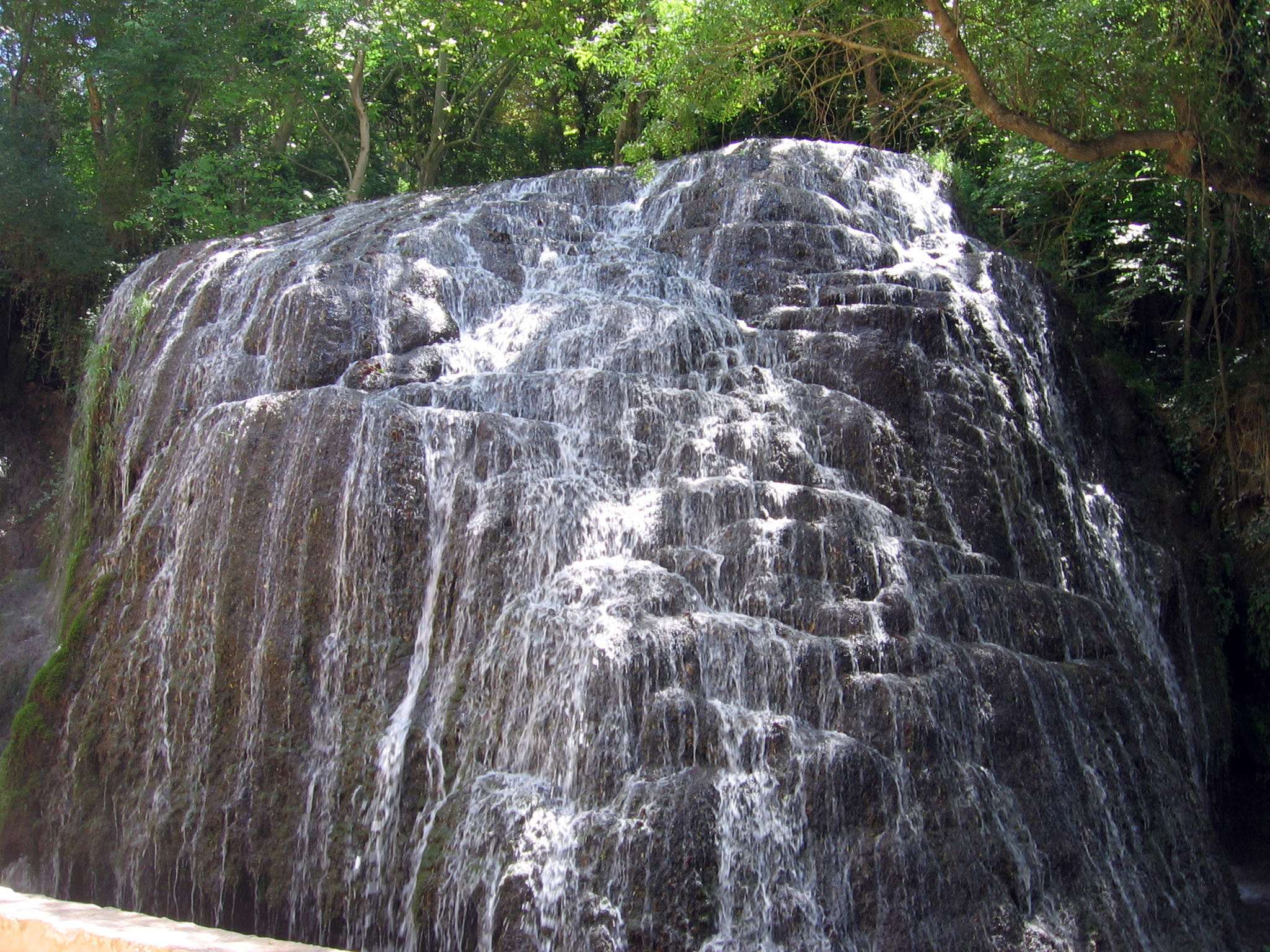
Cascata Iris
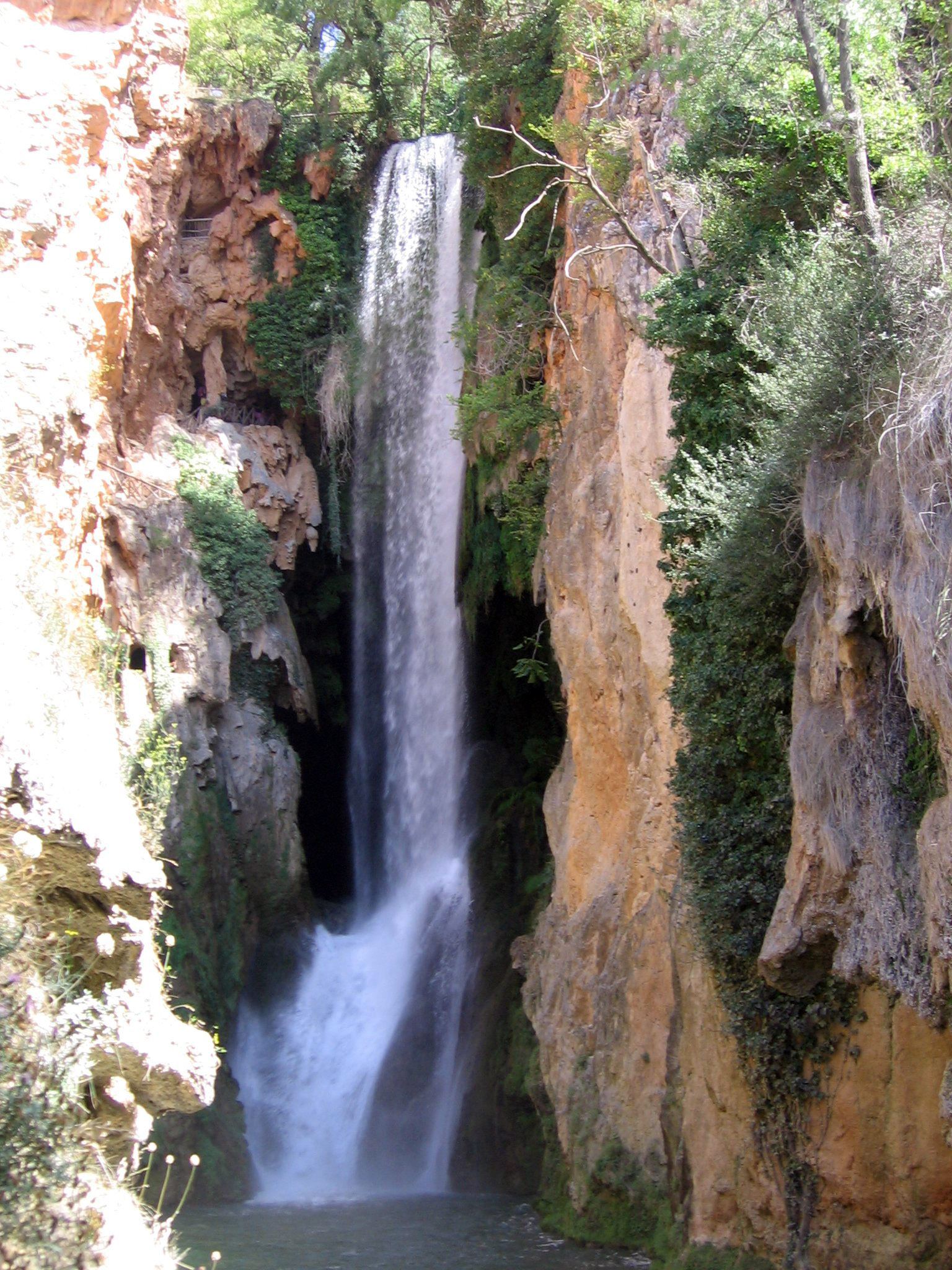
Cascata Cola de Caballo
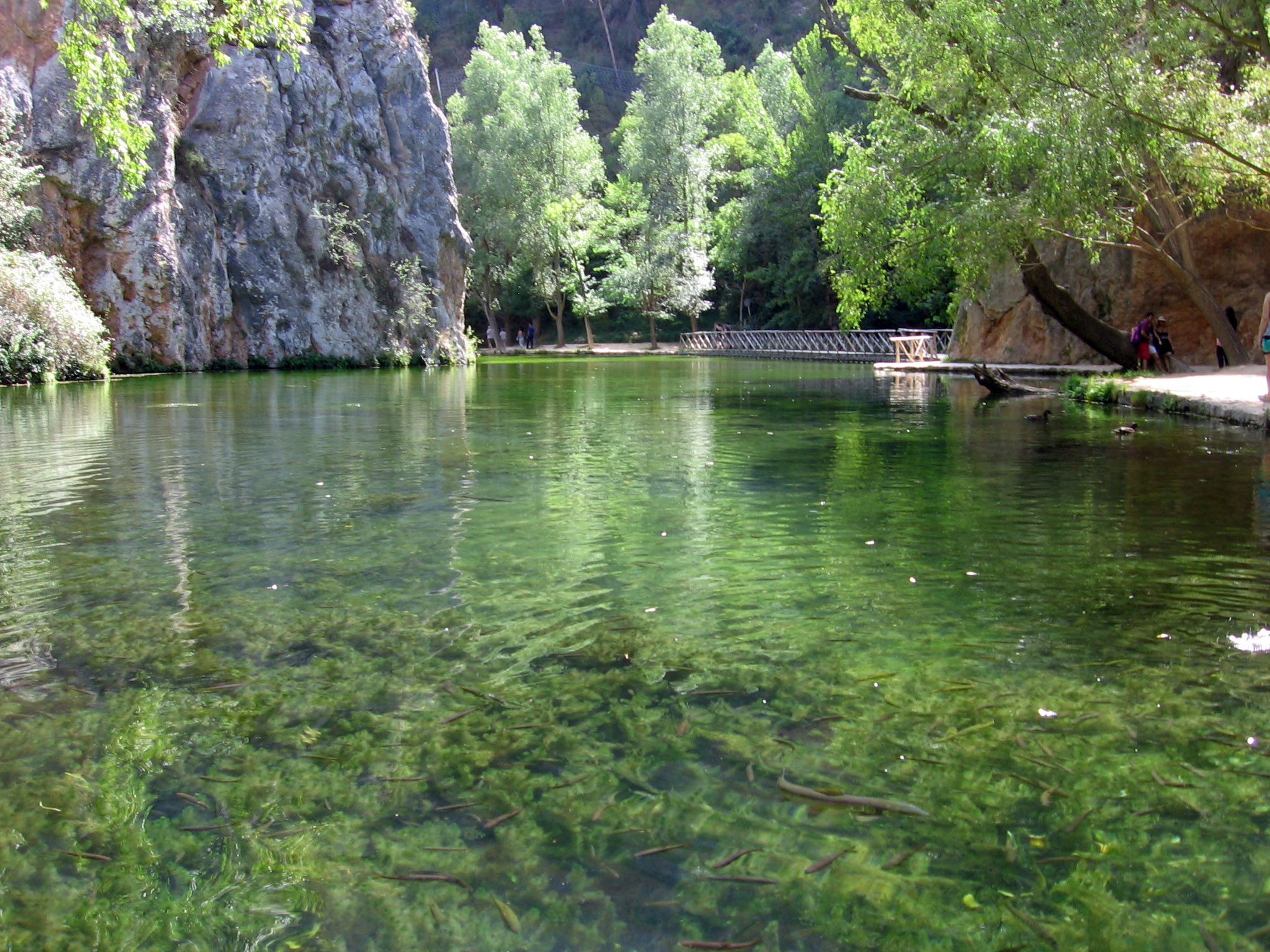
Lago dello specchio
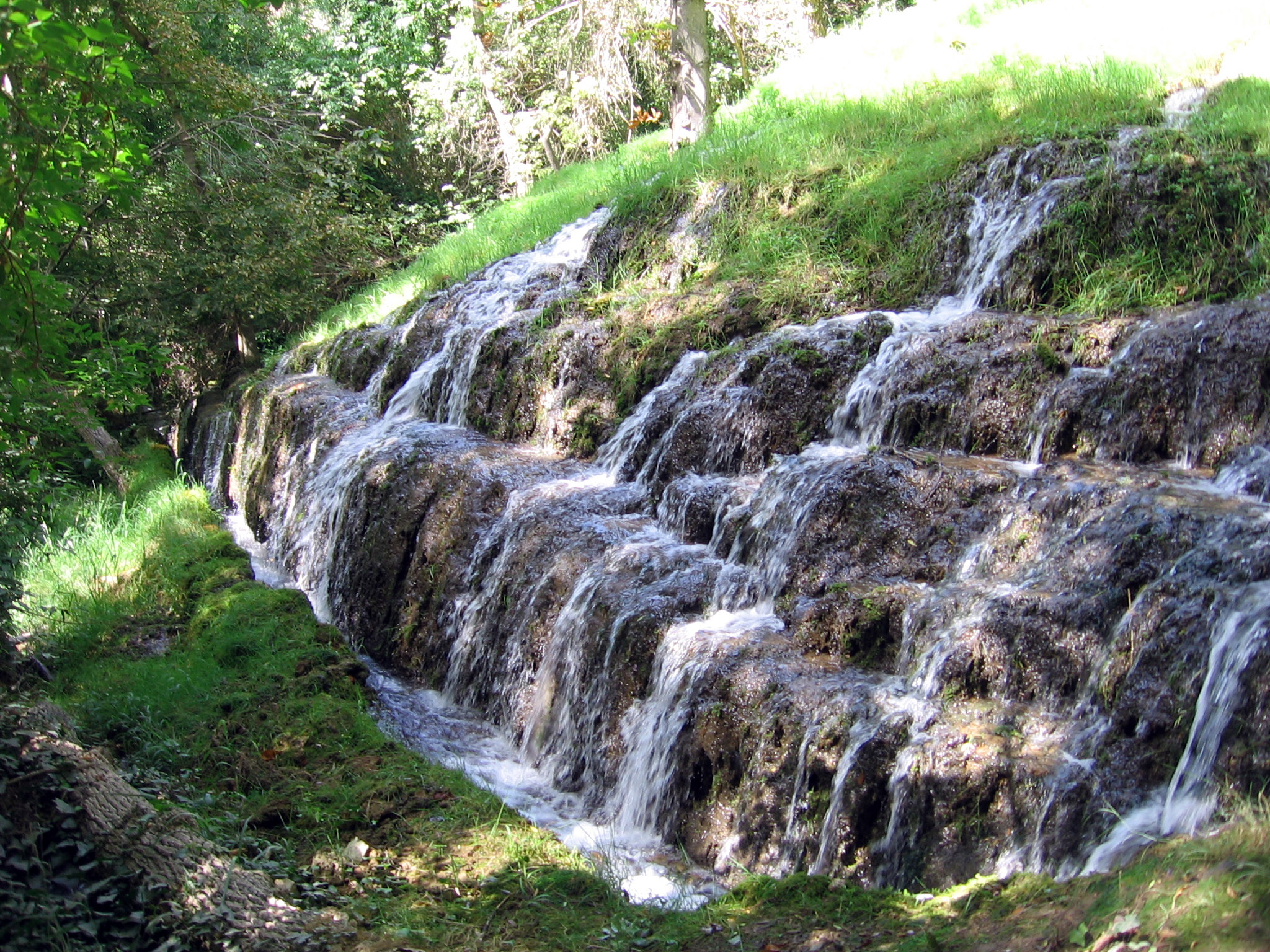
Fonte del Signore
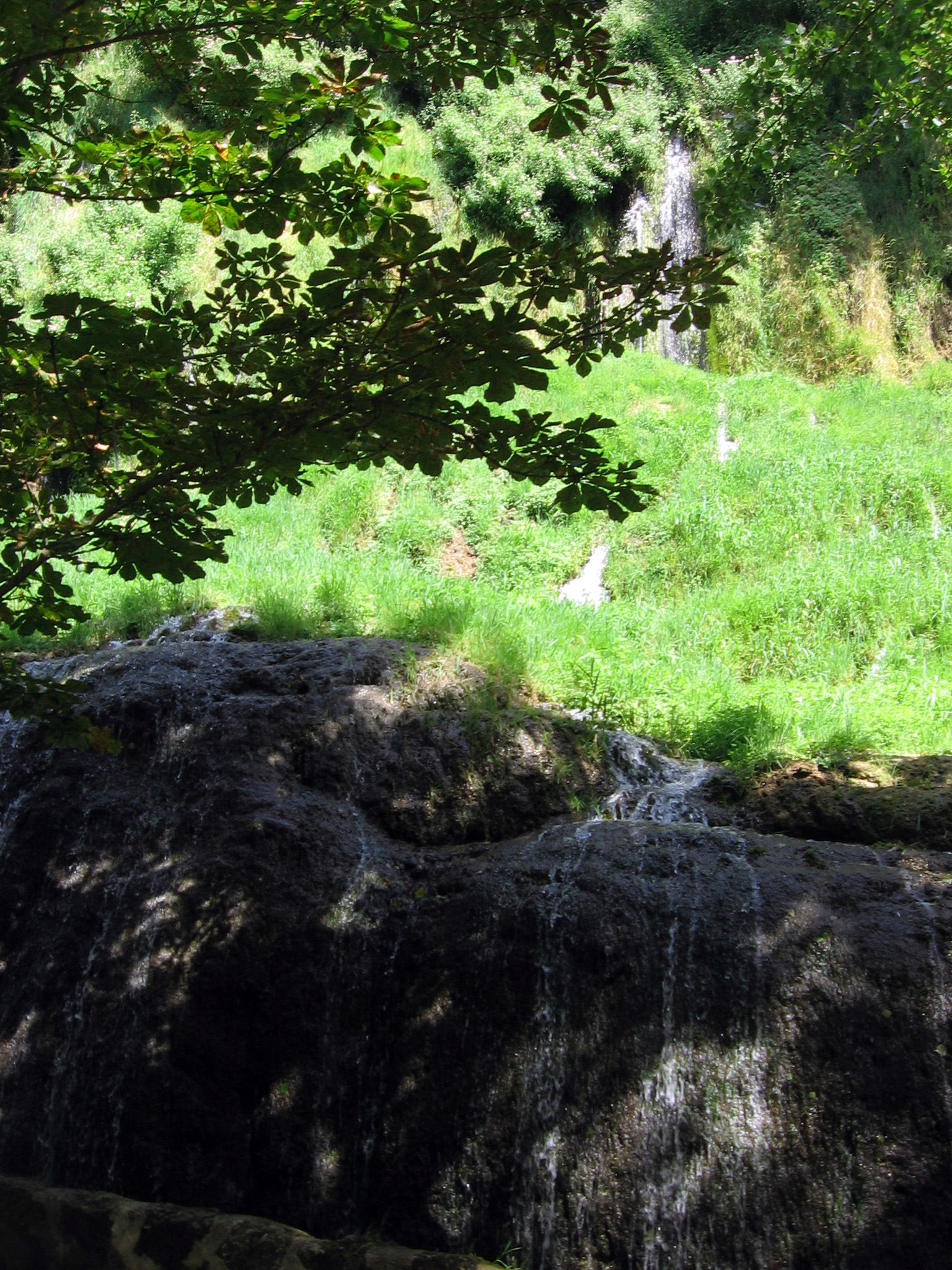
Cascata dei los Chorreaderos
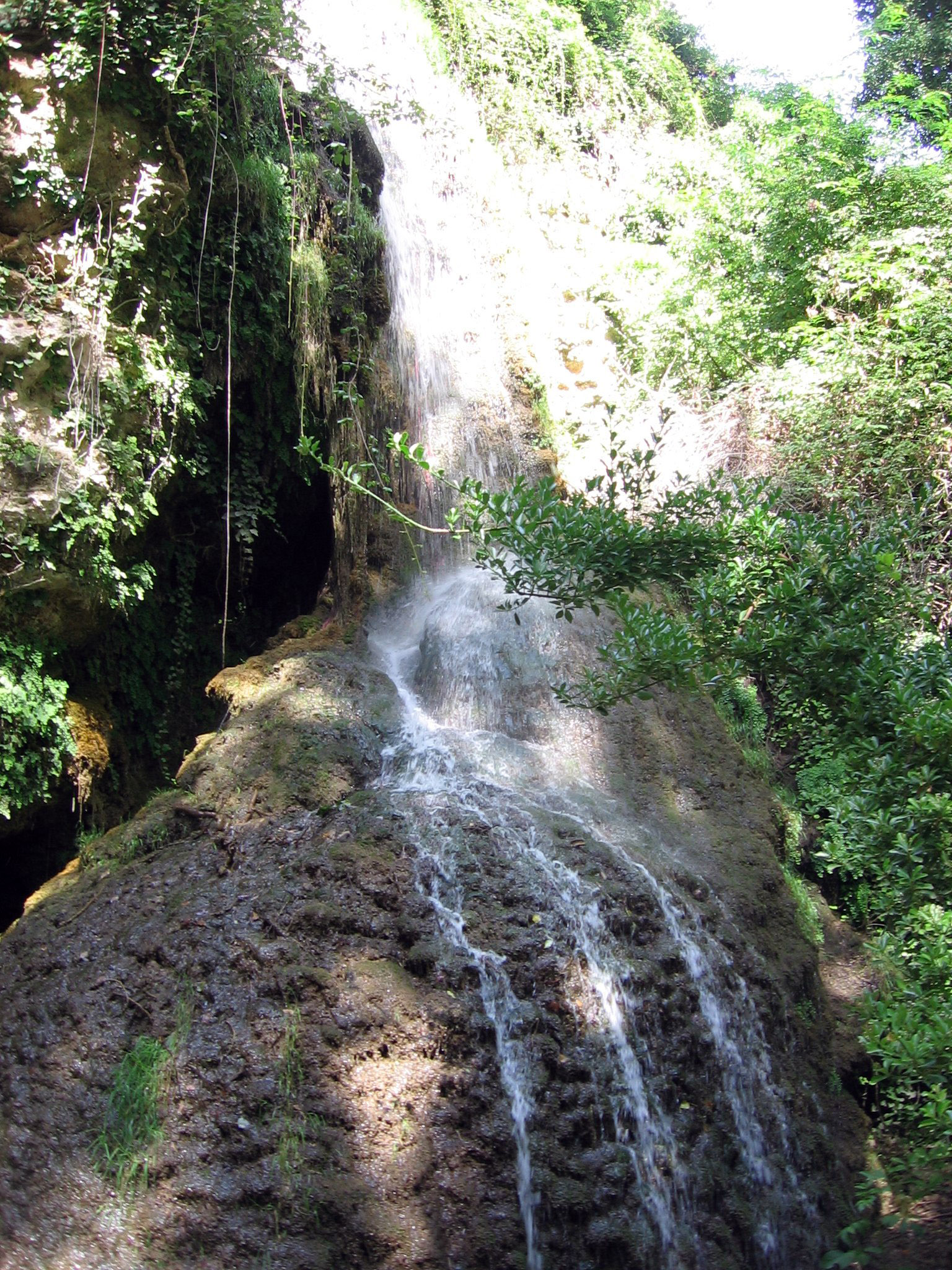
Cascata Sombría